# Uchan-su (sông)

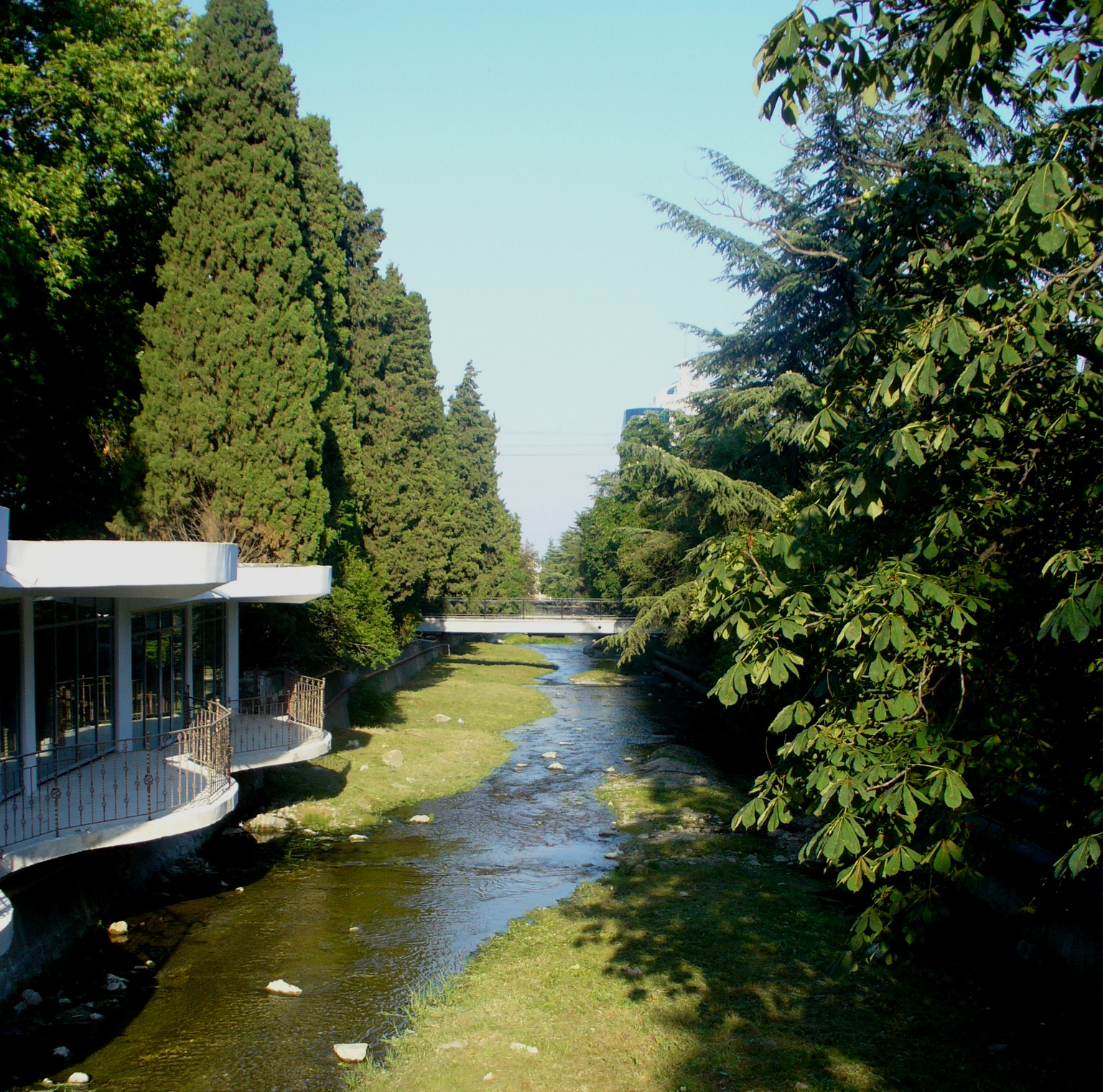
Sông Uchan-su đoạn chảy qua thành phố Yalta

Uchan-su (tiếng Ukraina: Учан-Су, tiếng Nga: Уча́н-Су, tiếng Tatar Krym: Uçan Suv) là một dòng sông chảy trên bán đảo Krym, Ukraina và đổ ra biển Đen. Tên sông trong tiếng Tatar Krym có nghĩa là "nước xiết".
Sông khởi nguồn từ chân núi Ai-Petri, chảy ngược lên hẻm núi và khi cách nguồn 2 km thì tạo thành thác nước cùng tên Uchan-su tại độ cao 390 m. Sông đổ ra biển Đen tại thành phố Yalta.
Con người dùng nhiều nước sông cho sinh hoạt và tưới tiêu.